# Églises baptistes indépendantes
Les églises baptistes indépendantes, églises baptistes fondamentales ou églises bibliques baptistes sont un mouvement baptiste ayant des croyances fondamentalistes.

## Histoire
Les premières églises baptistes indépendantes ont été fondées au début du 20e siècle aux États-Unis en réponse au modernisme et à l’exégèse biblique et de leurs volontés de se séparer des unions baptistes historiques . Bien que certaines églises baptistes indépendantes refusent l'affiliation à des associations baptistes, diverses associations d'églises baptistes indépendantes ont été fondées. Il y a eu la World Baptist Fellowship fondée en 1933 à Fort Worth (Texas) par John Franklin Norris. Des différences doctrinales dans cette dernière ont conduit à la fondation de l'Association biblique baptiste internationale en 1950 et de l’Independent Baptist Fellowship International en 1984. Divers collèges bibliques baptistes indépendants ont également été fondés.

## Croyances
Les croyances sont principalement baptistes et fondamentalistes . Elles refusent toute forme d’autorité ecclésiale autre que celle de l’église locale. Une grande importance est donnée à l’interprétation littérale de la Bible comme principale méthode d’étude biblique ainsi qu’à l’inerrance biblique et l’infaillibilité de leur interprétation. Elles sont opposées à la justice sociale et à tout mouvement œcuménique avec des associations d'églises qui n’ont pas les mêmes croyances. Les églises baptistes qui adhèrent au fondamentalisme se nomment souvent église biblique baptiste, église baptiste fondamentale ou église baptiste indépendante afin de démontrer leur appartenance au mouvement.

## Châtiments corporels
L’enseignement de l’usage de châtiment corporel pour l’éducation des enfants est répandu dans ces églises.

## Abus sexuels
En 2018, une enquête menée par le journal américain Fort Worth Star-Telegram a identifié 412 allégations d'abus dans 187 églises et institutions baptistes fondamentales indépendantes (IFB) aux États-Unis et au Canada, certains cas remontant aux années 1970,. 
En novembre 2023, la chaîne de télévision américaine Investigation Discovery a sorti Let Us Prey : A Ministry of Scandals, un documentaire en 4 parties, mettant en lumière les abus sexuels et la dissimulation au sein du mouvement baptiste indépendant.